# ジョン・ウィルソン (写真家)
ジョン・ウィルソン（John Wilson、1816年 - 1868年）は、アメリカの写真家、貿易商。幕末・明治の写真家下岡蓮杖に写真術を伝授した「ウンシン」とされる人物。

## 経歴
1816年、ニューヨーク州オールバニに生まれる。29歳になるまでの情報は皆無である。1860年9月頃に来日、横浜ではアマチュア写真家としては知られていたようで、また写真術も教えていた。このため、1860年末フリードリヒ・アルブレヒト・ツー・オイレンブルク伯爵の率いるプロイセン使節団が来日した際、写真家として現地雇用された。ライデン大学写真絵画博物館所蔵のヘンリー・ヒュースケンの遺体写真を撮影したのはウィルソンである。
ウィルソンは1862年1月21日（文久元年12月22日）、文久遣欧使節と共に日本を出国する。その際に下岡蓮杖と、自分の持つ写真機材や薬品と、蓮杖が描いた日本の景色風俗のパノラマ画86枚と交換した。蓮杖はウィルソンのスタジオをそのまま継承して写真営業を開始したとされている。その後、5月にロンドンでパノラマ画を展示している（「絵入りロンドンニュース」1862年5月31日付）。ウィルソンが領事に送った手紙には、有色人種を忌避する文面が見られ、親日家とは到底言えなかったようである。